# Leptothrips pini
Leptothrips pini är en insektsart som först beskrevs av Watson 1915.  Leptothrips pini ingår i släktet Leptothrips och familjen rörtripsar. Inga underarter finns listade i Catalogue of Life.